# Trans Europ Express

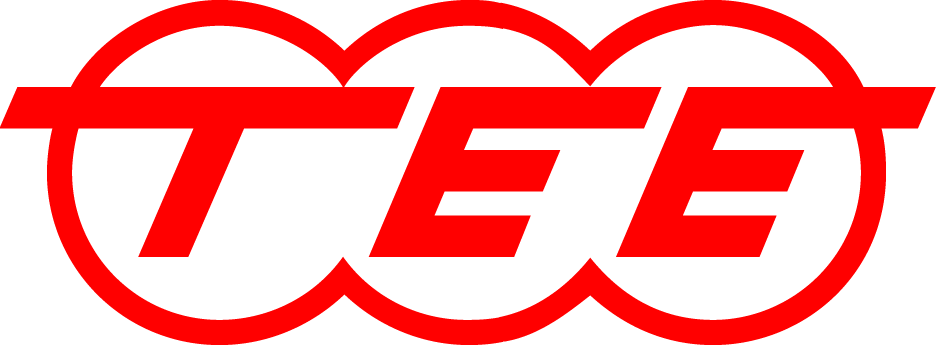
Símbolo

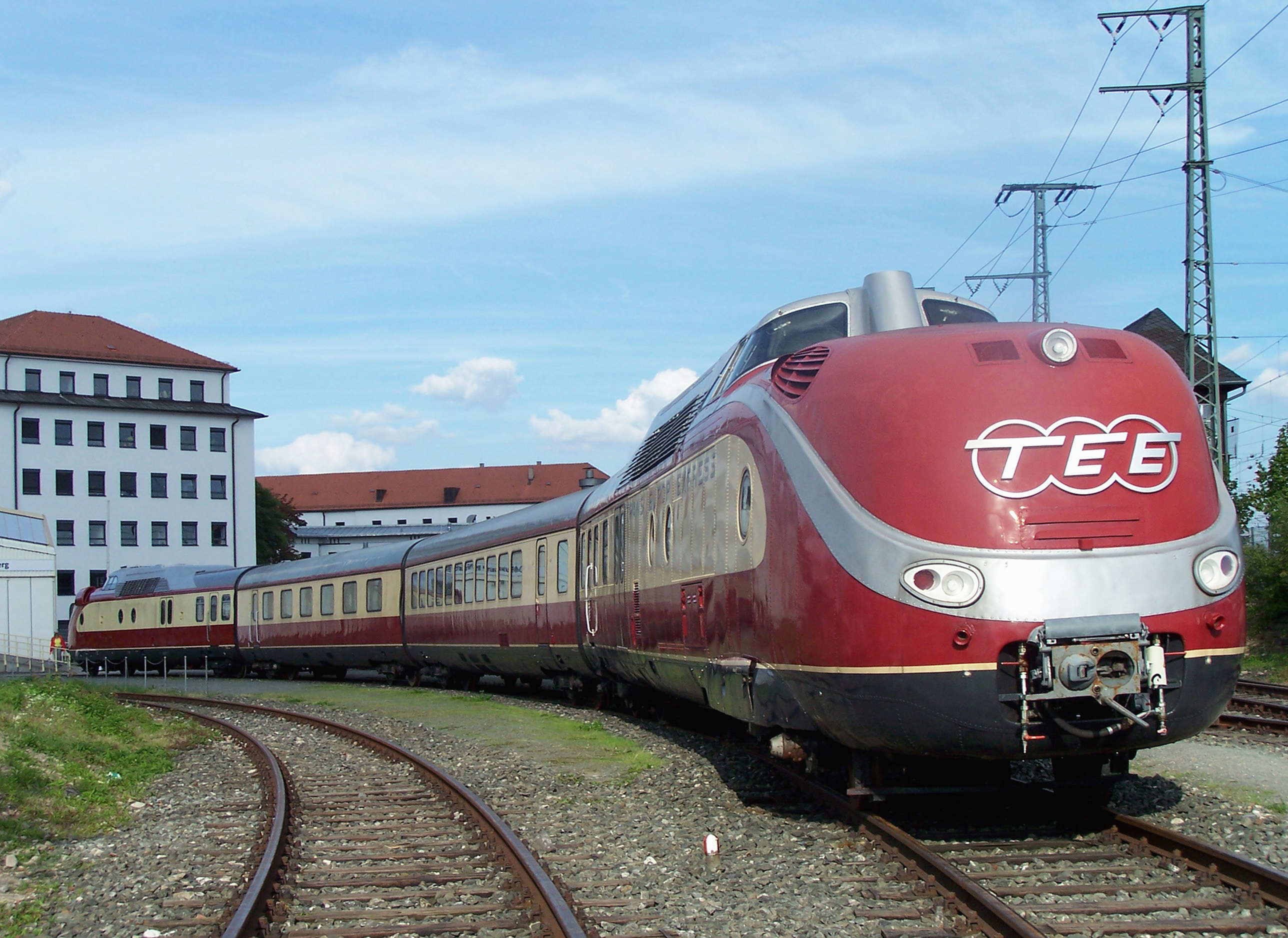
Automotor alemã com o símbolo

Trans-Europ-Express (TEE) era a classificação dos comboios de passageiros postos a funcionar a partir de 1957 que tinham como características serem de prestígio, rápidos, unicamente com 1ra classe, para uma clientela de luxo e de  viagem de negócios e com carruagem restaurante. Na altura do seu lancamento eram destinados a combater o desenvolvimento dos transportes aéreos dentro da Europa
Actualmente menos luxuosos mas com outros objectivos apareceram o  InterCity InterCidades (IC), o EuroCity (EC) e o TGV.

## Lista
| Numéro                                             | Nome                      | Estações | Operador    | Período                 | Indexnr. |
| -------------------------------------------------- | ------------------------- | --- | ----------- | ----------------------- | -------- |
| TEE 92, 93                                         | Adriatico                 | Bari – Foggia-S. – Severo – Termoli – Vasto – Pescara – Giulianova-S. – Benedetto del Tronto – Civitanova – Ancona – Pesaro – Rimini – Forlì – Bologna – Milano Centrale | FS          | 03.06.1973 – 30.05.1987 | 40       |
| TEE 8, 9                                           | Albert Schweitzer         | Strasbourg – Kehl – Baden-Baden – Karlsruhe – Heidelberg – Darmstadt – Mainz – Koblenz – Bonn – Köln – Düsseldorf – Duisburg – Essen – Dortmund | DB          | 02.06.1980 – 27.05.1983 | 59       |
| TEE 78, 79                                         | Ambrosiano                | Roma – Firenze (K) – Bologna – Milano | FS          | 26.05.1974 – 30.05.1987 | 46       |
| TEE 1, 2                                           | Aquitaine                 | Parijs Gare d'Austerlitz – Bordeaux | SNCF        | 23.05.1971 – 30.05.1984 | 33       |
| TEE ZP/41, 47/PZ                                   | Arbalète                  | Zürich HB – Bazel SBB – Mulhouse – Belfort – Chaumont – Troyes – Paris Gare de l'Est | SNCF        | 02.06.1957 - 26.05.1979 | 1        |
| TEE 88, 89                                         | Aurora                    | Reggio di Calabria – Reggio di Calabria Lido – Villa S. Giovanni – Gioia Tauro – Larnezia Terme – Paola – Maratea – Salerno Napoli PG – Napoli M – Roma | FS          | 26.05.1974 – 31.05.1975 | 45       |
| TEE 14, 15                                         | Bacchus                   | Munique Hbf – Augsburg Hbf – Ulm Hbf – Stuttgart Hbf (K) – Heidelberg Hbf – Darmstadt Hbf – Mainz Hbf – Koblenz Hbf – Bonn Hbf – Köln Hbf – Düsseldorf Hbf – Duisburg Hbf – Essen Hbf – Dortmund Hbf | DB          | 28.05.1979 – 30.05.1980 | 56       |
| TEE 56, 57                                         | Bavaria                   | Munique Hbf – Kempten – Lindau (K) – Bregenz – St. Margarethen – St. Gallen – Winterthur – Zürich HB | NS/SBB      | 28.09.1969 – 21.05.1977 | 28       |
| TEE 119, 128                                       | Brabant                   | Paris Gare du Nord – Brussel-Zuid | SNCF        | 26.05.1963 – 23.01.1995 | 18       |
| TEE 55, 56                                         | Blauer Enzian             | Munique Hbf – Augsburg Hbf – Würzburg Hbf – Fulda – Göttingen – Hannover Hbf – Hamburg Hbf – Hamburg-Dammtor – Hamburg-Altona | DB          | 30.05.1965 - 26.05.1979 | 19       |
| TEE 1029, 1030                                     | Capitole du matin         | Paris Gare d'Austerlitz – Limoges – Brive – Cahors – Montauban – Toulouse | SNCF        | 27.09.1970 - 30.09.1984 | 30       |
| TEE 1009, 1010                                     | Capitole du soir          | Paris Gare d'Austerlitz – Limoges – Brive – Cahors – Montauban – Toulouse | SNCF        | 27.09.1970 - 30.09.1984 | 31       |
| TEE 10076, 10077                                   | Capitole supplémentaire   | Paris Gare d'Austerlitz – Limoges – Brive – Cahors – Montauban – Toulouse | SNCF        | 27.09.1970 - 30.05.1976 | 32       |
| TEE 83 / CG / 83, 84 / GC / 84                     | Catalan-Talgo             | Barcelona – Gerona – Port Bou – Cerbère – Perpignan – Narbonne – Béziers – Sète – Montpellier – Nîmes – Avignon – Valence – Romans Bourg de Péage – Grenoble – Challes les Eaux – Chambéry – Aix les Bains le Revard – Culoz (K) – Bellegarde – Genève-Cornavin                                                                                  | RENFE       | 01.06.1969 - 22.05.1982 | 26       |
| TEE 792/39/10, 9/50/ 793                           | Cisalpin                  | Milano C. – Domodossola – Brig – Lausanne – Dijon – Paris Gare de Lyon | SBB         | 01.07.1961 - 21.01.1984 | 15       |
| TEE 76, 77                                         | Colosseum                 | Roma – Firenze (K) – Bologna – Milano | FS          | 03.06.1984 – 30.05.1987 | 62       |
| TEE 35/34, 37/36                                   | Cycnus                    | Ventimiglia – Bordighera – San Remo – Imperia Oneglia – Alassio – Albenga – Savona – Genova (K) – Milano (Ventimiglia-Genova als TEE 35/36, Genova-Milano als TEE 34/37) | FS          | 30.09.1973 – 27.05.1978 | 43       |
| TEE 25, 26                                         | Diamant                   | Dortmund – Bochum – Duisburg – Essen – Düsseldorf – Köln – Aken – Herbesthal – Verviers – Luik – Brussel Noord (K) – Antwerpen | DB          | 30.05.1965 – 27.05.1981 | 20       |
| TEE ZA/30, 31/AZ                                   | Edelweiss                 | Zürich HB – Bazel SBB – Bazel SNCF – Mulhouse – Straatsburg – Metz – Thionville – Luxembourg (K) – Arlon – Namur – Brussel Noord (K) – Antwerpen-Oost – Roosendaal – Rotterdam – Den Haag HS – Amsterdam | NS/SBB      | 02.06.1957 – 30.05.1981 | 4        |
| TEE 24, 25                                         | Erasmus                   | Munique Hbf – Würzburg Hbf – Frankfurt am Main (K) – Mainz Hbf – Koblenz – Bonn – Köln Hbf – Düsseldorf Hbf – Duisburg – Emmerich – Arnhem – Utrecht – Den Haag HS | DB          | 03.06.1973 - 31.05.1980 | 41       |
| TEE 4, 5                                           | Étendard                  | Bordeaux – Angoulême – Poitiers – St. Pierre des Corps – Paris Gare d'Austerlitz | SNCF        | 26.08.1971 – 30.05.1984 | 37       |
| TEE 125, 128                                       | Étoile du Nord            | Parijs Gare du Nord – Bruxelles Midi / Brussel Zuid – Brussel Noord – Antwerpen-Oost – Roosendaal – Rotterdam CS – Den Haag HS – Amsterdam CS | NS/SBB/SNCF | 02.06.1957 – 02.06.1984 | 5        |
| TEE 34, 35                                         | Faidherbe                 | Tourcoing – Roubaix – Lille (K) – Douai – Arras – Paris Gare du Nord | SNCF        | 02.10.1978 – 31.05.1991 | 54       |
| TEE 16, 17                                         | Friedrich Schiller        | Stuttgart Hbf – Heidelberg Hbf – Darmstadt Hbf – Mainz Hbf – Koblenz Hbf – Bonn – Köln Hbf – Düsseldorf Hbf – Duisburg Hbf – Essen Hbf – Dortmund Hbf | DB          | 27.05.1979 – 19.05.1982 | 57       |
| TEE 14, 15                                         | Gambrinus                 | Munique Hbf – (TEE 15 extra stop: Munique-Pasing) – Augsburg Hbf – Ulm Hbf – Stuttgart Hbf (K) – Heidelberg Hbf – Mannheim Hbf – Mainz Hbf – Koblenz Hbf – Bonn – Köln Hbf – Düsseldorf Hbf – Duisburg Hbf – Essen Hbf – Dortmund Hbf – Münster Hbf – Osnabrück Hbf – Bremen Hbf – Hamburg Hbf – Hamburg Dammtor – Hamburg Altona - (Westerland) | DB          | 29.05.1978 - 27.05.1983 | 52       |
| TEE 36, 37                                         | Gayant                    | Tourcoing – Roubaix – Lille (K) – Douai – Arras – Longueau – Paris Gare du Nord | SNCF        | 01.10.1978 – 30.05.1986 | 53       |
| TEE 50, 51                                         | Goethe                    | Frankfurt – Mannheim – Kaiserslautern – Saarbrücken – Forbach – Metz (K) – Paris Gare de l'Est | SNCF/DB     | 31.05.1970 – 27.05.1983 | 29       |
| TEE ZM 2/695, 696/MZ 3                             | Gottardo                  | Zürich HB (K) – Lugano – Como – Milano Centrale | SBB         | 01.07.1961 – 24.09.1988 | 16       |
| TEE 28, 29                                         | Heinrich Heine            | Frankfurt – Mainz – Koblenz – Bonn – Köln – Düsseldorf – Duisburg – Essen – Bochum – Dortmund | DB          | 27.05.1979 – 27.05.1983 | 58       |
| TEE ZH/77, 78/HZ                                   | Helvetia                  | Zürich HB – Bazel SBB (K) – Bazel Badbf – Freiburg Hbf – Baden-Oos – Karlsruhe Hbf – Mannheim Hbf (K) – Frankfurt am Main Hbf (K) – Hannover Hbf – Hamburg Hbf – Hamburg Dammtor – Hamburg Altona | DB          | 02.06.1957 – 26.05.1979 | 7        |
| TEE 103, 148                                       | Île de France             | Paris Gare du Nord – Bruxelles Midi/Brussel Zuid – Brussel Noord – Antwerpen-Oost – Roosendaal – Rotterdam – Den Haag HS – Amsterdam CS | SNCF        | 02.06.1957 – 26.05.1995 | 2        |
| TEE 91, 92                                         | Iris                      | Zürich HB – Bazel SBB – Bazel SNCF – Mulhouse – Colmar – Straatsburg – Metz – Thionville – Luxembourg (K) – Aarlen – Namen – Brussel Quartier Leopold – Brussel Noord – Bruxelles Midi/Brussel Zuid | SBB         | 26.05.1974 – 30.05.1981 | 49       |
| TEE 30, 31                                         | Jules Verne               | Nantes – Angers St. Laud – Paris Gare Montparnasse | SNCF        | 28.09.1980 – 22.09.1989 | 60       |
| TEE 60, 61                                         | Kleber                    | Straatsburg – Nancy – Paris Gare de l'Est | SNCF        | 23.05.1971 – 27.05.1989 | 35       |
| TEE 8/GM, MG/7                                     | Lemano                    | Genève-Cornavin – Lausanne – Brig – (Simplon route) – Domodossola – Milaan Centrale | FS          | 01.06.1958 - 22.05.1982 | 14       |
| TEE 593/594/156, 151/595/596                       | Ligure                    | Milano Centrale – Genova P.P. (K) – Savona – Imperia Porto – San Remo – Ventimiglia – Monaco – Nice – Antibes – Cannes – St. Raphaël – Toulon – Marseille Saint-Charles | FS          | 12.09.1957 – 22.05.1982 | 11       |
| TEE 5, 6                                           | Le Lyonnais               | Paris Gare de Lyon – Dijon – Lyon Perrache | SNCF        | 09.02.1969 - 25.09.1976 | 25       |
| TEE 393 / 394 / TS 76 / 76, 75 / TS 75 / 395 / 396 | Mediolanum                | Milano – Verona (K) – Trento – Bolzano – Brennero – Innsbruck – Kufstein – Munique | FS          | 15.10.1957 – 02.06.1984 | 13       |
| TEE 86, 79                                         | Memling                   | Bruxelles Midi/Brussel-Zuid – Paris Gare du Nord (non stop) | SNCF        | 29.09.1974 – 01.06.1984 | 50       |
| TEE 1034/34, 35/1035                               | Merkur                    | København H – Rødby F st – (F) – Puttgarden – Lübeck – Hamburg Hbf (K) – Bremen – Osnabrück – Münster – Dortmund – Essen – Duisburg – Düsseldorf – Köln – Bonn – Koblenz – Mainz – Mannheim – Heidelberg – Stuttgart | DB          | 26.05.1974 - 27.05.1978 | 48       |
| TEE 1, 2                                           | Mistral                   | Paris Gare de Lyon – Dijon – Lyon – Valence – Avignon – Marseille (K) – Toulon – St. Raphaël – Cannes – Antibes – Nice-Ville | SNCF        | 30.05.1965 – 26.09.1981 | 21       |
| TEE 462/632, 631/467                               | Mont Cenis                | Milano Centrale – Torino PN (K) – Ulzio – Bardonecchia – Modane – St. Jean de Maurienne – Montmélian – Chambéry – Lyon-Perrache | SNCF/FS     | 02.06.1957 – 30.09.1972 | 3        |
| TEE 40, 41                                         | Molière                   | Düsseldorf – Köln – Aachen – Verviers – Liège G. (K) – Namur – Charleroi – Maubeuge – Paris Gare du Nord | DB          | 03.06.1973 – 25.05.1979 | 44       |
| TEE 108, 145                                       | Oiseau Bleu               | Bruxelles Midi/Brussel-Zuid – Paris Gare du Nord | SNCF        | 02.06.1957 – 02.06.1984 | 6        |
| TEE 168, 185                                       | Paris-Ruhr                | Dortmund Hbf – Bochum Hbf – Essen Hbf – Duisburg-Nord – Düsseldorf Hbf – Köln Hbf – Aachen – Verviers – Liège G. (K) – Namur – Charleroi-Sud – Maubeuge – Paris Gare du Nord | DB/SNCF     | 02.06.1957 – 02.06.1973 | 8        |
| TEE 155, 190                                       | Parsifal                  | Paris Gare du Nord – Maubeuge – Charleroi Sud – Namen – Liège G. (K) – Verviers – Herbesthal – Aachen – Köln Hbf – Essen Hbf – Dortmund Hbf | DB/SNCF     | 03.10.1957 – 26.05.1979 | 12       |
| TEE 86 , 87                                        | Prinz Eugen               | Wien Westbahnhof – Wels – Linz – Passau – Regensburg – Nürnberg Hbf – Würzburg Hbf – Bebra Hbf – Göttingen – Hannover Hbf – Bremen Hbf | DB          | 25.09.1971 – 27.05.1978 | 38       |
| TEE 11, 12                                         | Rembrandt                 | Munique Hbf – Augsburg Hbf – Ulm – Stuttgart Hbf (K) – Heidelberg Hbf – Mannheim Hbf – Mainz Hbf – Koblenz – Bonn – Köln Hbf – Düsseldorf Hbf – Duisburg Hbf – Emmerich – Arnhem – Utrecht – Amsterdam CS | DB          | 28.05.1967 – 28.05.1983 | 24       |
| TEE 9, 10                                          | Rheingold                 | Genève-Cornavin – Lausanne – Bern – Bazel SBB (K) – Bazel Badbf – Freiburg – Karlsruhe Hbf – Mannheim Hbf – Mainz Hbf – Koblenz Hbf – Bonn – Köln Hbf – Düsseldorf Hbf – Duisburg – Emmerich – Arnhem – Utrecht – Amsterdam | DB          | 30.05.1965 – 30.05.1987 | 22       |
| TEE 31, 32                                         | Rhein-Main                | Frankfurt am Main Hbf – Mainz Hbf – Koblenz Hbf – Bonn – Köln Hbf – Düsseldorf Hbf – Duisburg – Oberhausen – Emmerich – Arnhem – Utrecht – Amsterdam Centraal | DB          | 02.06.1957 – 27.05.1972 | 9        |
| TEE 21, 22                                         | Rheinpfeil                | Munique – Nürnberg Hbf (K) – Würzburg Hbf – Frankfurt am Main Hbf (K) – Mainz Hbf – Koblenz – Bonn – Köln Hbf – Düsseldorf Hbf – Duisburg Hbf – Essen Hbf – Bochum – Dortmund Hbf | DB          | 30.05.1965 – 25.09.1971 | 23       |
| TEE 78, 79                                         | Roland                    | Bremen Hbf – Hannover Hbf – Göttingen – Frankfurt am Main Hbf (K) – Heidelberg – Karlsruhe Hbf – Baden-Oos – Freiburg – Bazel Badbf – Bazel SBB (K) – Luzern (K) – Bellinzona – Lugano – Chiasso – Como – Milano Centrale | DB          | 01.06.1969 – 29.05.1980 | 27       |
| TEE 87, 78                                         | Rubens                    | Parijs Gare du Nord – Brussel-Zuid | SNCF        | 29.09.1974 – 22.01.1995 | 51       |
| TEE 16, 17                                         | Rhodanien                 | Marseille – Avignon – Valence – Lyon – Paris Gare de Lyon | SNCF        | 23.05.1971 – 29.09.1978 | 34       |
| TEE 74, 75                                         | Saphir                    | Dortmund Hbf – Bochum – Essen Hbf – Duisburg Hbf – Düsseldorf Hbf – Köln Hbf – Aachen – Herbesthal – Verviers – Luik – Brussel Noord – Bruxelles Midi / Brussel Zuid – Gent-St. Pieters – Brugge – Oostende | DB          | 02.06.1957 – 26.05.1979 | 10       |
| TEE 68, 69                                         | Settebello                | Roma – Firenze (K) – Bologna – Milano | FS          | 26.05.1974 – 02.06.1984 | 47       |
| TEE 62, 63                                         | Stanislas                 | Straatsburg – Nancy – Paris Gare de l'Est | SNCF        | 24.05.1971 – 25.09.1982 | 36       |
| TEE 694 / MZ 1, ZM 4 / 697                         | Ticino                    | Milano C. – Como – Lugano – Zürich HB | SBB         | 01.07.1961 – 25.05.1974 | 17       |
| TEE 22, 23                                         | Van Beethoven             | Frankfurt am Main Hbf – Mainz Hbf – Koblenz Hbf – Bonn – Köln Hbf – Düsseldorf Hbf – Duisburg – Oberhausen – Emmerich – Arnhem – Utrecht – Amsterdam Centraal | DB          | 28.05.1972 – 26.05.1979 | 39       |
| TEE 94, 95                                         | Vesuvio                   | Napoli – Roma (K) – Firenze (K) – Bologna – Milano Centrale | FS          | 30.09.1973 – 30.05.1987 | 42       |
| TEE 38, 39                                         | Watteau                   | Parijs Gare du Nord - Arras - Douai - Lille - Roubaix - Tourcoing | SNCF /SNCB  | 01.10.1978 – 26.05.1995 | 55       |
| TEE 61 - TEE 68                                    | Lufthansa Airport Express | Frankfurt am Main – Düsseldorf Flughafen | DB          | 27.03.1982 – 22.05.1993 | 61       |